# Bratislava-Prozess
Der Bratislava-Prozess wurde durch den Bratislava-Gipfel 2016 durch die Regierungschefs der EU initiiert und soll den EU-Reformprozess voran treiben.

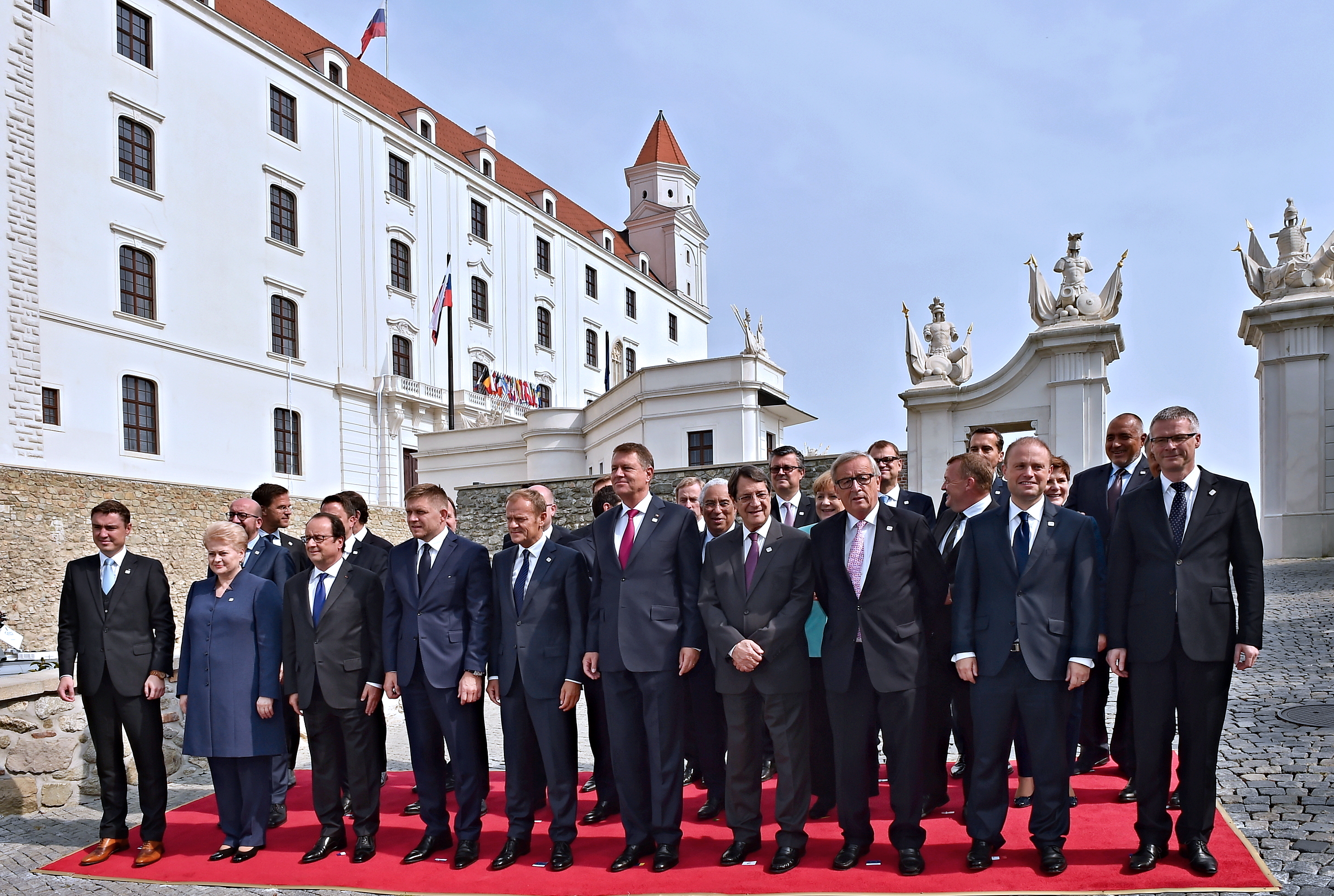
Gruppenfoto des Europäischen Rates vor der Burg Bratislava im Rahmen eines Gipfeltreffens unter slowakischem Vorsitz

## Hintergrund
Nach dem britischen Referendum (Brexit), in dem sich die Mehrheit der Briten für einen Austritt aus der Europäischen Union entschieden hatte, sowie der Flüchtlingskrise trafen sich am 16. September 2016 die 27 Staats- und Regierungschefs – ohne Großbritannien – auf der Burg Bratislava zu einem informellen Ratsgipfel. Zur Vorbereitung hatten sich bereits sechs Wochen im Vorfeld einzelne Staats- und Regierungschefs, etwa Donald Tusk und Angela Merkel zum Themenbereich Flüchtlinge, in Kleingruppen ausgetauscht und gegenseitig konsultiert. Eine „Loyale Zusammenarbeit und Kommunikation zwischen Mitgliedstaaten und den EU-Institutionen“ sollte die Probleme der EU lösen, denn die Aussichten für ein Fortführen der Union in der bisherigen Form wurden von allen Beteiligten zum damaligen Zeitpunkt unter dem Eindruck der aktuellen Ereignisse als fragwürdig gesehen. Eine Forderung, die im Vorfeld des Gipfels vor allem der rumänische Staatspräsident Klaus Iohannis als Gegenmaßnahme zu einem aus seiner Sicht doppelzüngigen Diskurs auch öffentlich vertreten hatte. Generell sahen die Staats- und Regierungschefs die EU in einer Krise. Insbesondere beklagten sie das schwindende Vertrauen der Bürger in Europa.

## Inhalt, Ziele und Umsetzung
Das Treffen vereinbarte eine Abschlusserklärung, welche federführend von EU-Kommissionspräsident Jean-Claude Juncker erarbeitet wurde. In dieser ist auch der sogenannte Bratislava-Fahrplan verankert. Dieser sollte bis zum 60. Jubiläum der Römischen Verträge am 25. März 2017 in Rom umgesetzt werden. Die Namensgebung dieses Fahrplans, vermutlich in Anlehnung an den Bologna-Prozess, stammte vom slowakischen Premierminister Robert Fico. Relativ neu waren die engen Zeitvorgaben von sechs Monaten für die Umsetzung der Erklärung. Wichtigste Inhalte waren:
- Migration und Außengrenzen
- Innere und äußere Sicherheit
- Wirtschaftliche und soziale Entwicklung und junge Menschen

Konkret sollte zur Umsetzung der Ziele die von der EU-Kommission vorgeschlagene Verdopplung des EU-Investitionsfonds (EFSI) bis März 2017 beschlossen werden. Bereits im November 2016 wurde die Umsetzung dieser Forderung in die Wege geleitet. Ebenso sollte der Unterstützungsfonds für Afrika um 8 Mrd. Euro erhöht werden. Für September 2016 sollten 200 zusätzliche Frontex-Beamte an die EU-Außengrenze in Bulgarien entsendet werden. Außerdem erhielt das Land 108 Mio. Euro zusätzliche Hilfe zur Außengrenzsicherung. Die EU-Außenbeauftragte Federica Mogherini brachte in das Papier eine stärkere Zusammenarbeit im Verteidigungsbereich ein. Bis Juni 2017 sollte die Errichtung eines gemeinsamen EU-Militärhauptquartiers in Brüssel, ein gemeinsamer EU-Fonds für Investitionen im Verteidigungsbereich sowie der Einsatz der bereits bestehenden EU-Battlegroups beschlossen werden. Vor allem Donald Tusk brachte seine Kernpunkte (Zuwanderung, Terrorismus sowie ökonomische und soziale Sicherheit) in der Form mit ein, dass das „Unbehagen“ innerhalb der Bevölkerung in diesen Punkten von der Politik ernst genommen werden müsse. Wie dieser Konsens konkret aussehen soll, lässt das Paper jedoch offen. Lediglich die Forderung nach einem Einwanderungssystem, genannt ETIAS, wurde konkret benannt und auch umgesetzt. Im Bereich der Jugendarbeitslosigkeit wurde im Rahmen des Prozesses am 5. Dezember 2016 das Europäische Solidaritätskorps durch die Vizepräsidentin der Europäischen Kommission Kristalina Georgieva bekannt gegeben: Menschen zwischen 18 und 30 Jahren können an Brennpunkten Freiwilligenarbeit leisten, ein Praktikum bzw. eine Ausbildung absolvieren oder eine Stelle antreten und „...schutzbedürftige Gemeinschaften sowie nationale und lokale Strukturen in vielerlei Bereichen unterstützen, z. B. bei der Bereitstellung von Lebensmitteln, Aufräumaktionen in Wäldern oder der Integration von Flüchtlingen.“
Während der Frühjahrstagung des Europäischen Rates am 29. April 2017 sollten die Fortschritte bei der Umsetzung der verschiedenen Binnenmarktstrategien (digitaler Binnenmarkt, Kapitalmarktunion und Energieunion) evaluiert werden. Das Treffen legte seinen Fokus jedoch auf die Austrittsverhandlungen von Großbritannien. Nach Einschätzung der EU ist der verabschiedete Fahrplan auch in den diversen Unterpunkten umgesetzt. Nach einem Interview von Steffen Kampeter, Hauptgeschäftsführer der Bundesvereinigung der Deutschen Arbeitgeberverbände, im Deutschlandfunk wurde der Prozess vor allem in der Bundesrepublik Deutschland nie richtig wahrgenommen und läuft trotz seiner im Fahrplan genannten klaren zeitlichen Begrenzung informell weiter.

## Kritik
Generell wurde das Vorgehen, einen Reformprozess einzuleiten, als ein eher positives Zeichen gesehen. Im Bereich der Sicherheitspolitik kommt die Stiftung Wissenschaft und Politik zu dem Schluss, dass die Umsetzung essentiell in einigen Punkten nach wie vor sehr vage sei. Auch das Wegfallen einer europäischen Flüchtlingsquote wurde in den Medien kritisch gesehen.